# ساو بيدرو داس ميسويس
ساو بيدرو داس ميسويس بلدية في ولاية ريو غراندي دو سول في المنطقة الجنوبية من البرازيل.